# بریتیش ریل کلاس ۲۵۲
بریتیش ریل کلاس ۲۵۲ (انگلیسی: British Rail Class 252) یک تندرو ساخت شرکت مهندسی راه‌آهن بریتانیا است.
این قطار که در سال ۱۹۷۲ تولید می‌شده دارای ۲۳۰ کیلومتر در ساعت سرعت نهایی است. 